# Scotinella picta
Espèce
Synonymes
- Phruronellus pictus Chamberlin & Gertsch, 1930

Scotinella picta est une espèce d'araignées aranéomorphes de la famille des Phrurolithidae.

## Distribution
Cette espèce est endémique d'Utah aux États-Unis,. Elle se rencontre vers Bountiful.

## Description
Le mâle holotype mesure 2,05 mm et la femelle paratype 2,1 mm.

## Systématique et taxinomie
Cette espèce a été décrite sous le protonyme Phruronellus pictus par Chamberlin et Gertsch en 1930. Elle est placée dans le genre Scotinella par Platnick et Chamé-Vázquez en 2024.

## Publication originale
- Chamberlin & Gertsch, 1930 : « On fifteen new North American spiders. » Proceedings of the Biological Society of Washington, vol. 43, p. 137-144 (texte intégral).